# Arctia rueckbeili
Arctia rueckbeili är en fjärilsart som beskrevs av Rudolf Püngeler 1901. Arctia rueckbeili ingår i släktet Arctia och familjen björnspinnare. Inga underarter finns listade i Catalogue of Life.